# Futuna
Pour les articles homonymes, voir Futuna (homonymie).
Futuna (/fu.tu.na/) est une île située en Polynésie occidentale, au nord-est des îles Fidji, au nord-ouest des Tonga et à l'ouest des îles Samoa, formant avec Alofi au sud-est l'archipel des îles Horn. Futuna est divisée en deux royaumes coutumiers : Alo au sud-est et Sigave au nord-ouest. Futuna fait partie de la collectivité d'outre-mer française de Wallis-et-Futuna.
Peuplée vers 800 av. J.-C. par des austronésiens de culture Lapita, qui deviennent peu à peu des Polynésiens, Futuna reste une île assez isolée de ses voisins (Wallis, Samoa, Tonga, Fidji). Elle développe une culture et une langue propre (le futunien), mais la population est morcelée en différents groupes rivaux qui se font la guerre et s'installent dans des forts à l'intérieur des terres. À cette période de la « terre ocre » (Kele Mea) succède à partir de 1700 la période de la « terre brune » (Kele Kula) : les habitants s'installent en bord de mer, cultivent des tarodières et les différentes chefferies s'unissent progressivement. En 1837, des missionnaires maristes français débarquent et convertissent l'île au catholicisme. Ils mettent fin aux guerres et consacrent la division de l'île entre deux royaumes coutumiers, Alo et Sigave. La présence européenne reste réduite, limitée à quelques prêtres et commerçants. Futuna est intégré au protectorat de Wallis-et-Futuna, mais celui-ci reste très théorique : le représentant du résident de France est un missionnaire et l'administration ne s'installe qu'en 1959.
À la suite d'un référendum, Wallis-et-Futuna deviennent un territoire d'outre-mer en 1961. Tandis que l'administration s'installe, créant plusieurs infrastructures et apportant le travail salarié, une importante migration vers les Nouvelles-Hébrides (actuel Vanuatu) et la Nouvelle-Calédonie débute dans les années 1950, donnant naissance à une importante diaspora futunienne. Au XXIe siècle, Futuna est encore marquée par une culture forte et une petite ouverture sur l'extérieur apportée par les expatriés. Elle est également dans une relation de dépendance vis-à-vis de l'île de Wallis. L'agriculture vivrière est la principale activité, la religion catholique et les obligations coutumières structurent la vie des habitants.

## Toponymie
Le nom Futuna provient de l'arbre Barringtonia asiatica (en futunien futu, complété par le suffixe -a signifiant « abondance de »). En français, l'île a été également orthographiée Foutouna, notamment au XIXe siècle.

## Géographie

### Situation
Futuna, d'une superficie de 46,3 km2, est d'origine volcanique et son point culminant (524 m) est le mont Puke.
Futuna est assez isolée dans l'Océan pacifique : elle se trouve à 230 km de Wallis et à 225 km des Fidji. L'absence de lagon et la difficulté pour les navires d'accoster rend difficile les contacts avec l'extérieur : « avant même l'arrivée des Occidentaux, Futuna était perçue comme une île difficile d'accès et dont les habitants ne visitaient qu'occasionnellement leurs voisins ».

### Géologie
Futuna et Alofi sont situées au sud de la fosse fossile de Vitiaz, sur le segment le plus à l'est de la zone de fracture Nord-Fidjienne. Il s'agit d'une faille transformante très active, reliant le nord de la fosse des Tonga avec l'axe d'accrétion océanique du centre du bassin nord-fidjien. En raison de cette activité sismique, Futuna est régulièrement touchée par des tremblements de terre. Plusieurs failles ont été découvertes en l'an 2000 à la suite d'une expédition cartographique dans la région : la dorsale de Futuna, qui s’étend sur plus de 200 kilomètres depuis le nord des îles Fidji jusqu’au nord-ouest de Futuna, et la faille transformante de Futuna, reliée perpendiculairement à la dorsale : « elle est
responsable de la structuration, du soulèvement et, bien évidemment, des tremblements de terre affectant régulièrement l’archipel ».

En 2010, 2011 et 2012, de nouvelles expéditions menées par l'Ifremer et financées par des entreprises minières et le gouvernement français ont permis de cartographier trois ensembles tectoniques au large de Futuna, mais faisant partie de la zone économique exclusive de Wallis-et-Futuna : une dorsale nommée dorsale Alofi, une zone volcanique au sud de Futuna, avec de nombreux volcans anciens, et enfin la zone volcanique sud-est de Futuna (en anglais South East Futuna Volcanic Zone, SEFVZ), dans laquelle se trouvent deux volcans importants : le Kulo Lasi et le Tulo Lasi. Entre ces deux volcans s'étend le domaine magmatique-hydrothermal de Fatu Kapa.

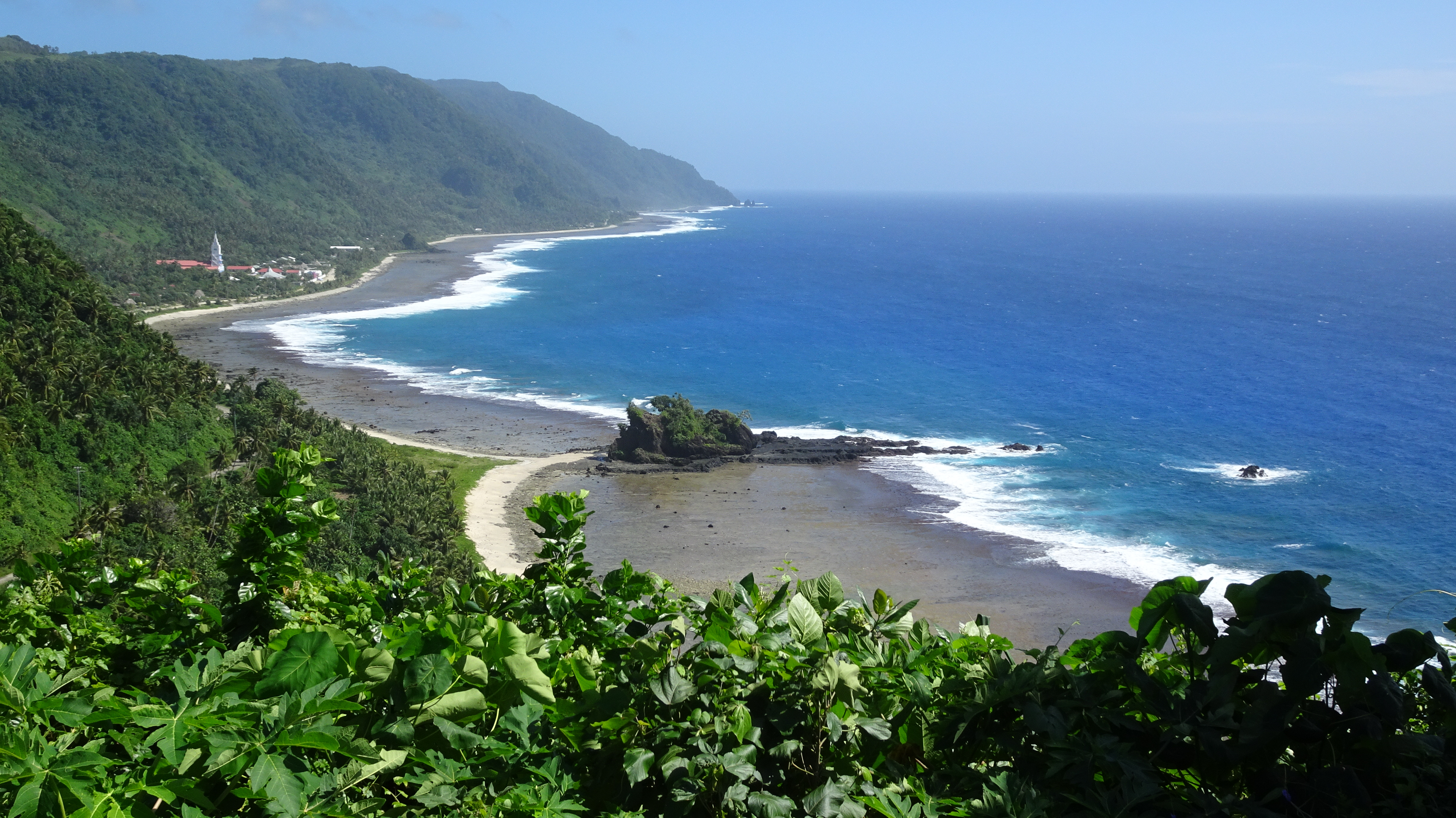
La côte nord de Futuna.

### Royaumes coutumiers et villages
Futuna comprend les deux royaumes coutumiers et circonscriptions d'Alo (à l'est) et de Sigave (à l'ouest). Ensemble avec Alofi au sud et quelques récifs, elle forme l'archipel des îles Horn.
La population habitait majoritairement dans les montagnes, à l'intérieur des terres, jusqu'au XVIIIe siècle et l'implantation de villages sur la côte. Alo compte huit villages (Ono, Taoa, Kolia, Vele, Poi, Mala'e, Tamana, Tuatafa et Alofitai sur Alofi) et Sigave en compte six (Leava, chef lieu administratif de l'île ; Toloke, Nuku, Fiua, Vaisei et Tavai).

### Infrastructures

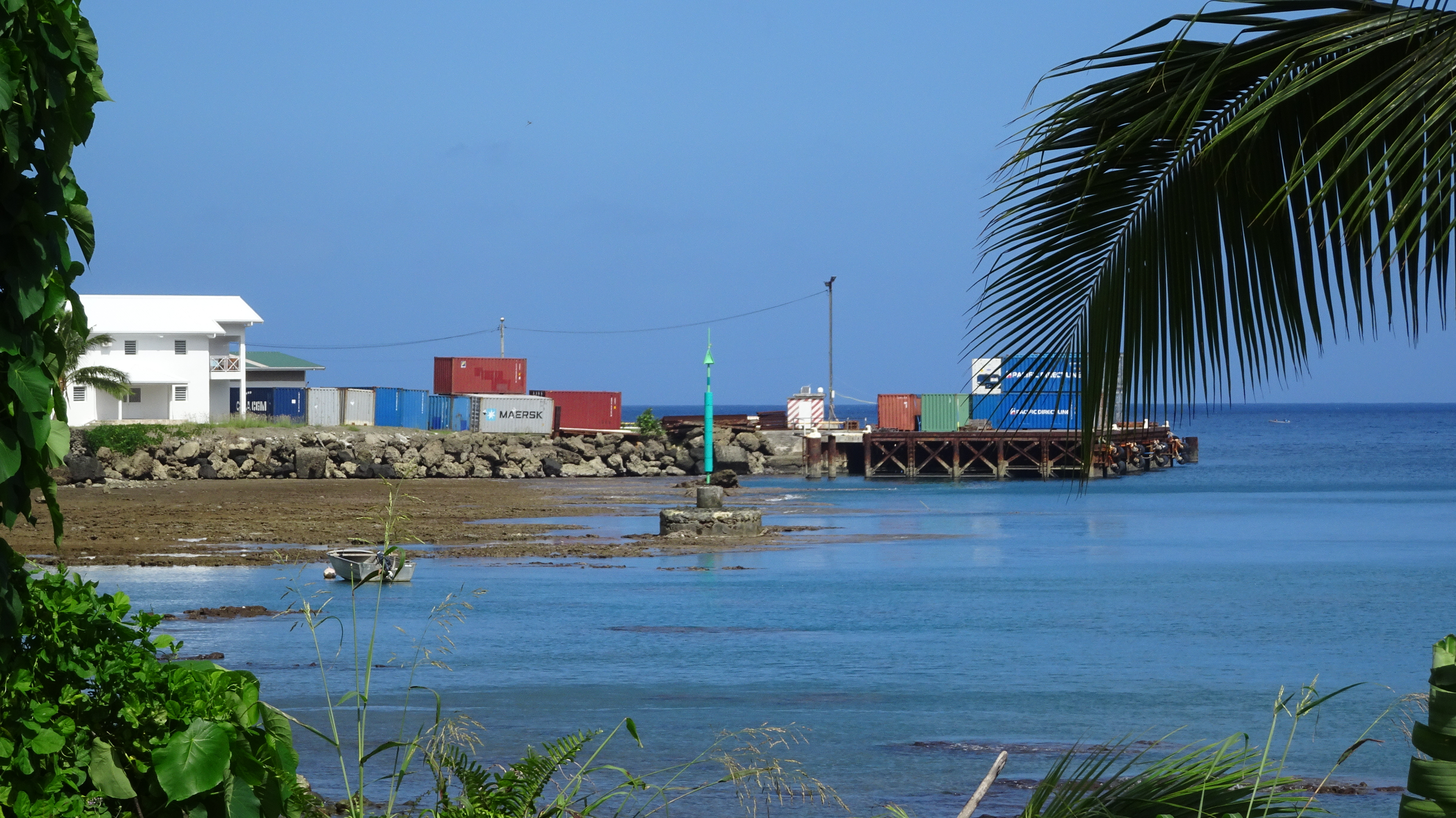
Le port de Leava à Futuna.

De manière générale, Futuna est très isolée. L'île étant dépourvue de lagon, l'accès des navires est assez difficile et ne peut se faire qu'au wharf de Leava, dans l'anse de Sigave. Les liaisons maritimes (une par mois) ne concernent que les marchandises. L'aérodrome de la Pointe de Vele, situé à l’extrémité est de l'île, permet le transport des passagers via l'aéroport de Wallis-Hihifo. Plusieurs vols sont proposés chaque jour (dimanche exceptionnellement) par la compagnie AirLoyauté, titulaire de la délégation de service public. Le vol dure environ 55 minutes. Néanmoins, les conditions météorologiques peuvent empêcher l'avion, Twin Otter, d'atterrir ou de décoller.
L'île dispose d'un réseau de 60 km de routes bétonnées ou non revêtues. La route principale, qui faisait le tour de Futuna, est coupée au niveau  de la pointe des Pyramides (Uga Magalua) depuis le cyclone Tomas (en) en 2010.
Bien que le réseau de distribution d'eau soit développé, par des captages et des bassins de stockage, l'eau n'est toujours pas traitée à Futuna et donc non potable. La population reste, jusqu'à présent, opposée à la facturation de l'eau malgré l'incidence sur la santé[réf. nécessaire].
Futuna accueille les services et commerces d'une petite ville de métropole. On y compte deux écoles maternelles et primaires (privées catholiques), deux collèges publics, un hôpital, un aérodrome, trois stations services et plusieurs magasins (épicerie, outillage, meubles, électro-ménager, vêtements).
Le lycée est situé à Wallis avec des internats prévus pour les élèves futuniens.
À Alo, les infrastructures sont assez peu nombreuses (plusieurs écoles et un hôpital), tandis qu'à Sigave se trouve le chef-lieu administratif de Futuna, le village de Leava, qui « regroupe toutes les infrastructures administratives de base et tous les services économiques habituellement disponibles dans un petit bourg de Métropole : épiceries générales, quincaillerie, magasin de meubles-électroménager ainsi que le seul poste d'essence de l'île ». Leava est également l'unique point d'entrée pour les marchandises extérieures. Le royaume de Sigave est donc un point de passage obligé pour tous les échanges.

### Relations avec Wallis
Depuis l'arrivée de missionnaires maristes en 1837 à Futuna et à Wallis, les deux îles sont liées entre elles. Elles entretenaient déjà des liens auparavant : (« la chefferie de Sigave avait des liens particuliers avec le district du
nord (Hihifo) tandis que celle d'Alo entretenait des relations matrimoniales avec le district de Mu'a »), mais Futuna entretenait également des relations avec les Samoa, Tokelau ou les Fidji.
Futuna, moins peuplée et trop isolée, reste dépendante de son île sœur où se concentrent tous les pouvoirs. Faute de relations commerciales diversifiées, Wallis est la seule porte d'entrée pour Futuna.

## Histoire

### Protohistoire

#### Le temps de la terre noire

La Polynésie ancestrale et ses premières divisions linguistico-culturelles.

Les premiers habitants arrivent à Futuna vers 800 av. J.-C. Ce sont des Austronésiens, issus de la culture Lapita. À la même période, ils s'installent dans les îles et archipels voisins (Wallis, Tonga, Samoa, Niuatoputapu, Niuafo'ou) et développent une culture et une langue propre : c'est la naissance de la Polynésie ancestrale. Cette période de l'histoire de Futuna est dénommée le temps de la « terre noire » (en futunien Kele ʻUli).

#### Échanges avec d'autres îles
Des liens avec Fidji sont également présents. Des échanges fréquents entre Futuna et les îles de Cikobia et Naqelevu notamment ont eu lieu. En outre, le village de Vutuna, sur l'île de Nairai (archipel de Lomaiviti) a été peuplé par des Futuniens, contrairement au reste de la population de Narai, originaire de Bau.
Au Vanuatu, l'île de Futuna a été en partie peuplée par des habitants venus de Futuna.

#### Le temps de la terre ocre
À partir de l'an 700, face à l'expansionnisme tongien dans la région, les habitants sont forcés de se replier vers l'intérieur des terres et construisent de nombreux forts (kolo). Vienne et Frimigacci en ont dénombré trente-cinq. À l'époque, Futuna est morcelée en de multiples groupes rivaux qui s'affrontent régulièrement, même si certains ont noué des alliances en cas de danger commun (les envahisseurs tongiens, par exemple). Ainsi, les futuniens réussissent à repousser l'expédition du chef tongien Kau'ulufonua fekai au XVe siècle. Cette période dite de la « terre ocre » (Kele Mea), marquée par l'insécurité et plusieurs affrontements avec les tongiens, se termine vers 1700. Le premier roi coutumier de Futuna est Fakavelikele. Le titre passe alors d'un royaume à l'autre en fonction des rivalités. Les invasions tongiennes ont toutefois laissé des traces dans la culture locale, notamment avec l'adoption probable du kava comme symbole du pouvoir de la chefferie.
Durant cette période, les premiers visiteurs européens de Futuna, les Hollandais Willem Schouten et Jacob Le Maire, abordent l'île le 22 mai 1616 et y restent huit jours, nouant des contacts avec la population futunienne[réf. souhaitée].

#### Le temps de la terre brune
La dernière période de l'histoire futunienne est dite de la « terre brune », (Kele Kula), en référence à la terre brune des tarodières : les habitants quittent les montagnes pour s'installer de nouveau en bord de mer. Durant cette phase, les différentes entités politiques indépendantes et rivales de Futuna vont progressivement s'unifier. Les différentes places fortes (kolo) se rassemblent autour de chefs. Lorsque des missionnaires maristes français débarquent à Futuna le 7 novembre 1837, il ne reste plus que deux entités politiques rivales : le royaume de Sigave et celui de Tuʻa, bientôt renommé en royaume d'Alo.
Ces deux royaumes s'affrontent lors de la guerre de Vai, la dernière guerre que Futuna ait vécu. Profitant du passage d'un navire baleinier australien, les Futuniens des deux camps échangent des cochons contre des fusils, ce qui leur permet de disposer d'armes à feu pour la bataille qui se déroule le 10 août 1839 de part et d'autre de la rivière Vai. Le royaume de Alo en sort vainqueur (malo) et Sigave est pillé. Le missionnaire Pierre Chanel en est le témoin et soigne les nombreux blessés qui reviennent du champ de bataille. Après la guerre du Vai, Niuliki devient roi de l'ensemble de Futuna jusqu'à sa mort en 1842. Cette guerre fixe les frontières des deux royaumes et consacre la victoire de Alo sur Sigave.

### Conversion au catholicisme

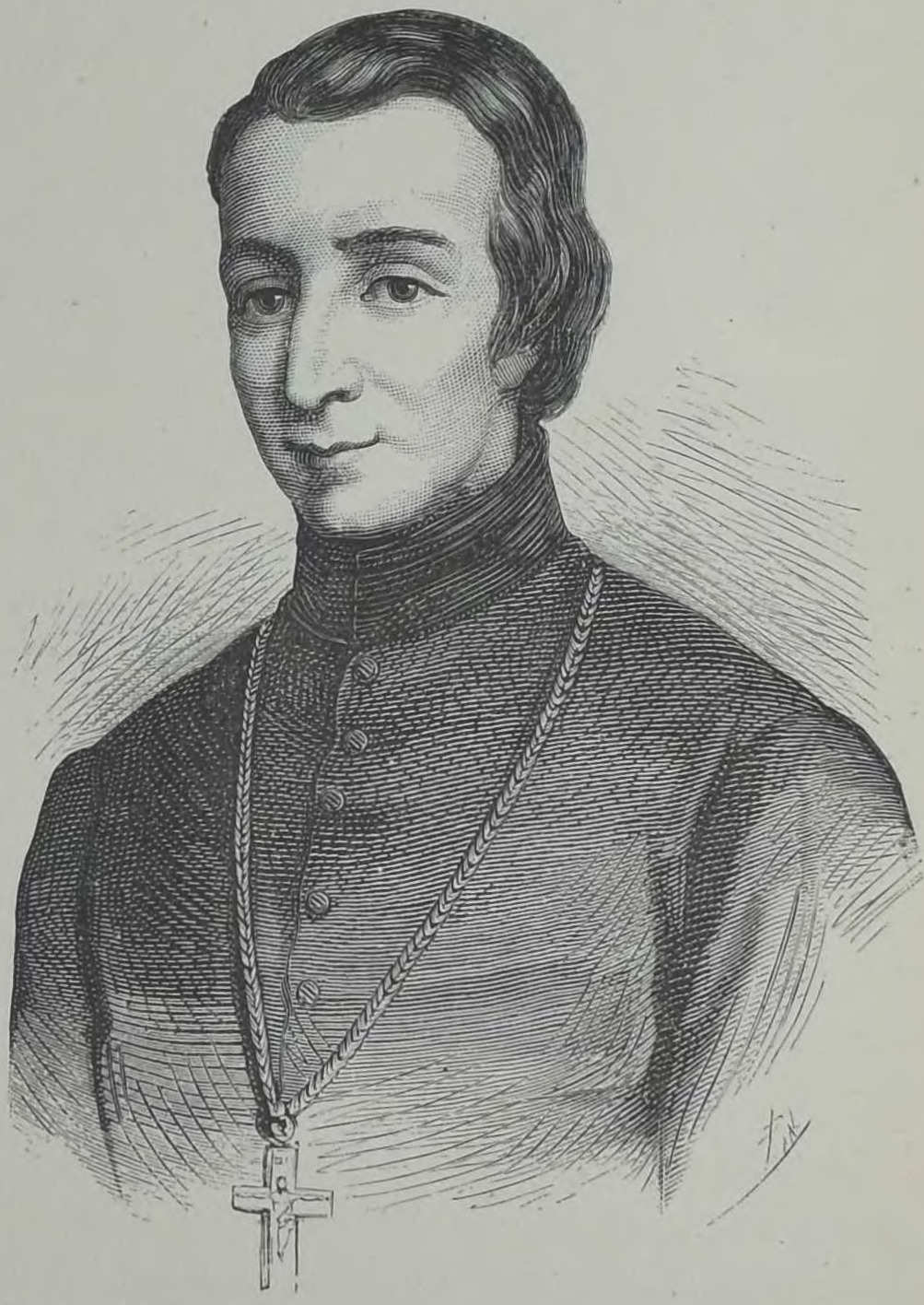
Le missionnaire Pierre Chanel participe à la conversion de la population au catholicisme avant d'être assassiné en 1841.

Arrivés à Futuna en 1837, le père mariste Pierre Chanel et le frère Marie Nizier convertissent une partie de la population futunienne au catholicisme. Chanel réside chez le roi Niuliki. Cependant, il provoque l'hostilité croissante des nobles futuniens et est tué par Musumusu, un parent de Niuliki, le 28 avril 1841. Son assassinat entraîne la fuite des autres occidentaux présents sur l'île pour Wallis. Musumusu devient roi de Futuna à la mort de Niuliki. Le 26 janvier 1842, les maristes reviennent à Futuna, escortés par une corvette française et accompagnés d'un chef futunien, Sam Keletaona. Les vaincus du royaume de Sigave voient dans les missionnaires des étrangers qui peuvent apporter un appui face au royaume d'Alo. L'évêque Jean-Baptiste Pompallier débarque à Futuna le 28 mai 1842 avec le roi de Wallis (Lavelua) et ses partisans. Ils sont reçus par Musumusu, mais très vite ce dernier est remplacé par Sam Keletaona, que les missionnaires soutiennent. 117 Futuniens sont baptisés. Les maristes gagnent un pouvoir important à Futuna et à Wallis, et mettent en place une théocratie missionnaire qui leur permet de contrôler la population.

### Protectorat (1888-1961)
Le royaume de Sigave à Futuna et celui d'Alo signent un traité de protectorat avec la France en 1888, intégrant alors le protectorat de Wallis-et-Futuna. Il s'agit alors d'éviter une éventuelle colonisation de l'archipel par les Fidji, sous domination britannique et de religion protestante.
Il n'y a pas à proprement parler de colonisation à Futuna, le pouvoir du résident de France se limitant aux affaires extérieures. Le résident habite Wallis et ne visite Futuna que quelques jours au total durant sa mission ; c'est un missionnaire qui le représente sur place. Futuna reste donc très isolée et relativement indépendante du pouvoir politique français. Cette situation se poursuit jusqu'aux années 1960, l'administration française ne s'installant à Futuna qu'en 1959. L'isolement de Futuna et l'absence de produits commerciaux lui donne un faible intérêt aux yeux de la France, ce qui lui permet « d'échapp[er] aux excès de la période coloniale ».
Les missionnaires transforment les croyances religieuses des Futuniens, « mais ils introduisirent dans l'archipel les éléments les plus facilement transposables de la civilisation occidentale tout en protégeant leurs fidèles de la convoitise des Occidentaux ». Les voyages en pirogue vers les autres îles polynésiennes sont ainsi interdits, afin d'éviter les influences extérieures jugées mauvaises[réf. souhaitée].

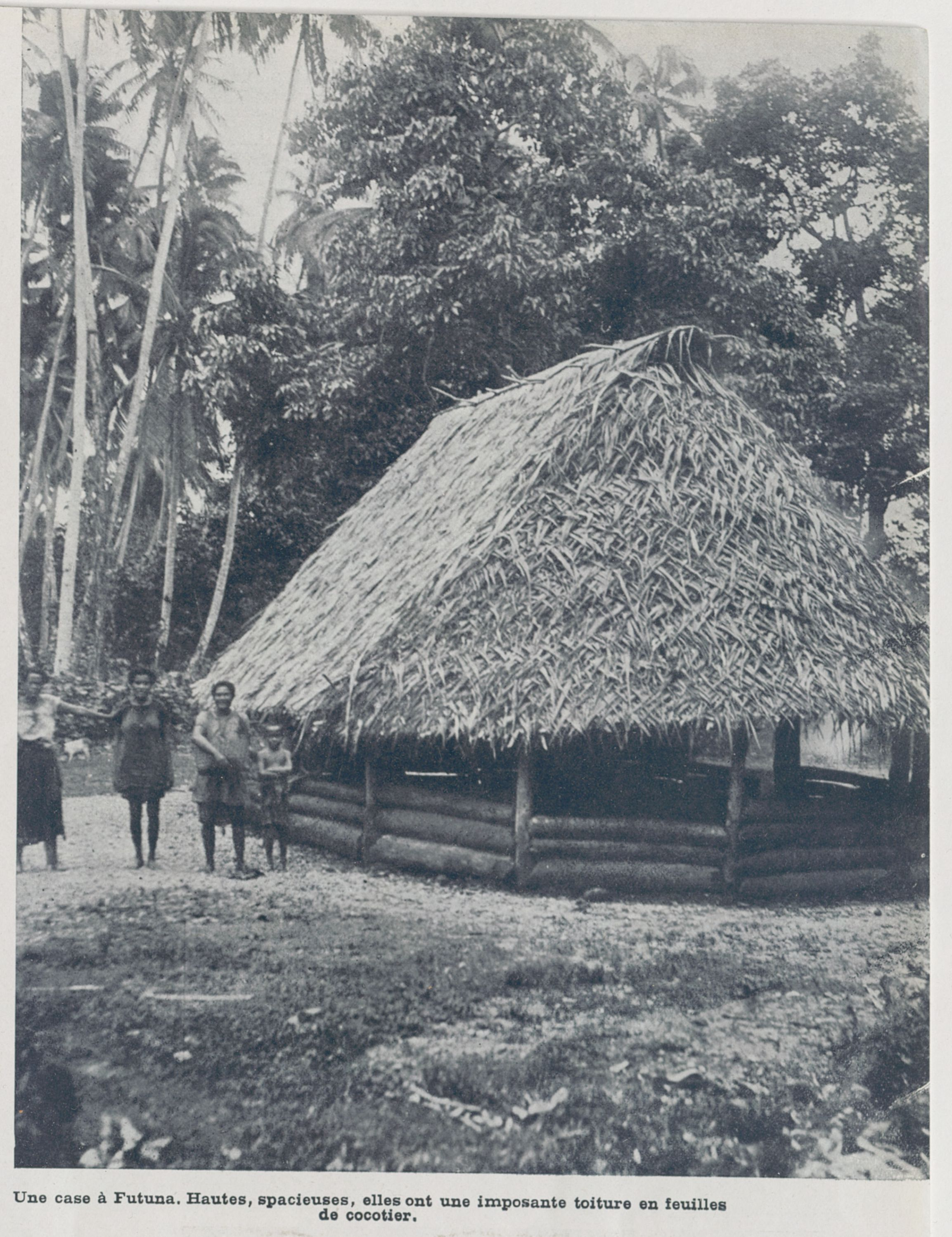
Fale (habitation traditionnelle) à Futuna en 1937.

Frédéric Angleviel indique que pendant longtemps au XIXe siècle, les deux royaumes de Futuna sont très instables et sont souvent dans des luttes rivales chroniques, Sigave voulant prendre sa revanche sur Alo. Ces affrontements sont toutefois à mettre en parallèle avec la petite taille de la population (1 200 à 1 500 habitants). De manière générale, la royauté à Futuna est très instable, les deux rois (de Sigave et d'Alo) étant démis au bout de quelques années, voire quelques mois. Pour Jean-Claude Roux, cette instabilité est structurelle : entre 1900 et 1960, vingt rois se succèdent à Alo et treize à Sigave. Les missionnaires mettent toutefois fin aux conflits armés, et instaurent des principes permettant de réduire les épidémies. En conséquence, la population augmente fortement, jusqu'à atteindre 3 000 habitants.
Le coprah représente la principale ressource d'exportation de Futuna, et plusieurs marchands s'installent pour en faire le commerce. Cependant, en 1930, un parasite ravage les plantations de cocotiers à Wallis, et les autorités fidjiennes interdisent la commercialisation de coprah wallisien et futunien. Globalement, les liens avec l'extérieur sont très faibles : « jusque dans les années 1930, Futuna resta une société monoculturelle, malgré les liens réels quoique ténus avec Wallis et une certaine perméabilité maritime avec les autres archipels de l'Océanie centrale ».

### L'isolement de Futuna pendant la Seconde Guerre mondiale
La Seconde Guerre mondiale ne bouleverse pas le quotidien de Futuna, contrairement à Wallis qui est investie par l'armée américaine qui y installe une base militaire. Futuna, dépourvue de station de radio, se retrouve dans une situation délicate puisqu'elle est totalement isolée et coupée du monde extérieur. Pendant deux ans, l'administration française (restée fidèle au régime de Vichy) et la mission à Wallis n'ont aucune nouvelle de Futuna et les habitants, privés de denrées de première nécessité (farine, blé, huile, tissus…), survivent uniquement grâce à l’agriculture vivrière. L'arrivée des Américains à Wallis en 1942 rompt quelque peu cette situation, mais Futuna n'est pas occupée par l'armée américaine et reste très isolée. Le père 'O Reilly écrit : « [1945] Sans aucune liaison maritime, Futuna, sans farine sans sucre, sans remèdes et sans habits, connaît des jours difficiles. […] Le 23 juin 1946, un sous-marin américain de passage à Futuna donna à la mission, sans ravitaillement depuis deux ans, un peu de farine. » Cet hydravion anti sous-marins rompt l'isolement de Futuna en emmenant 45 personnes en Nouvelle-Calédonie : elles sont les premières à s'engager hors de leur île natale.
Un des marchands de coprah aurait profité de la situation pour abuser des Futuniens, en échangeant du tissu pour les vêtements contre des parcelles de cocotiers. Il aurait même, selon Marcel Gaillot, troqué des sacs de coprah en guise de vêtements. À l'époque, la société futunienne n'est pas du tout monétarisée. Cependant, en 1945, le résident Mattei l'oblige à rendre les parcelles acquises frauduleusement.
Marcel Gaillot indique que Futuna est finalement reliée au monde extérieur uniquement en 1968, quand un aérodrome est construit à Vele. Jusqu'à cette période, les denrées et les courriers sont largués par avion ; l'unique moyen de communiquer est la radio. L'isolement de Futuna se poursuit donc tout au long des années 1950 et 1960, Angleviel parle de « quasi-abandon ».

### Après-guerre:«un tardif biculturalisme»

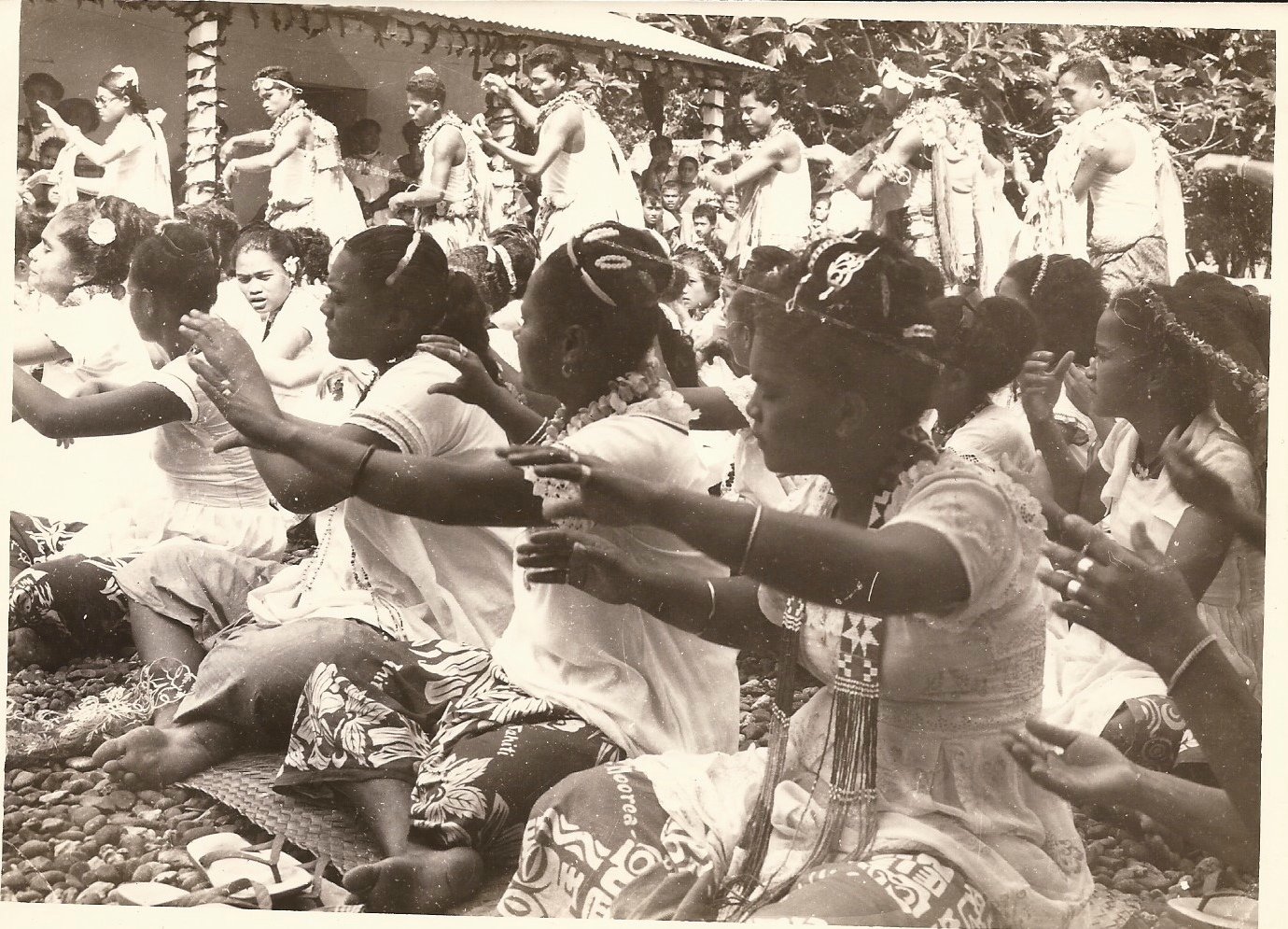
Femmes et hommes de Sigave effectuant une danse en 1964.

À Futuna, les deux royaumes changent régulièrement de souverain. Les différends politiques provoquent parfois de véritables « batailles rangées » entre les villages d'Alo. L'influence de la mission reste très forte, en particulier autour du père Cantala, représentant de l'administration française qui dispose d'une autorité importante. C'est seulement en 1957, selon Frédéric Angleviel, que son départ et l'arrivée de deux gendarmes français « fait entrer Futuna dans l’ère de la normalisation administrative ».

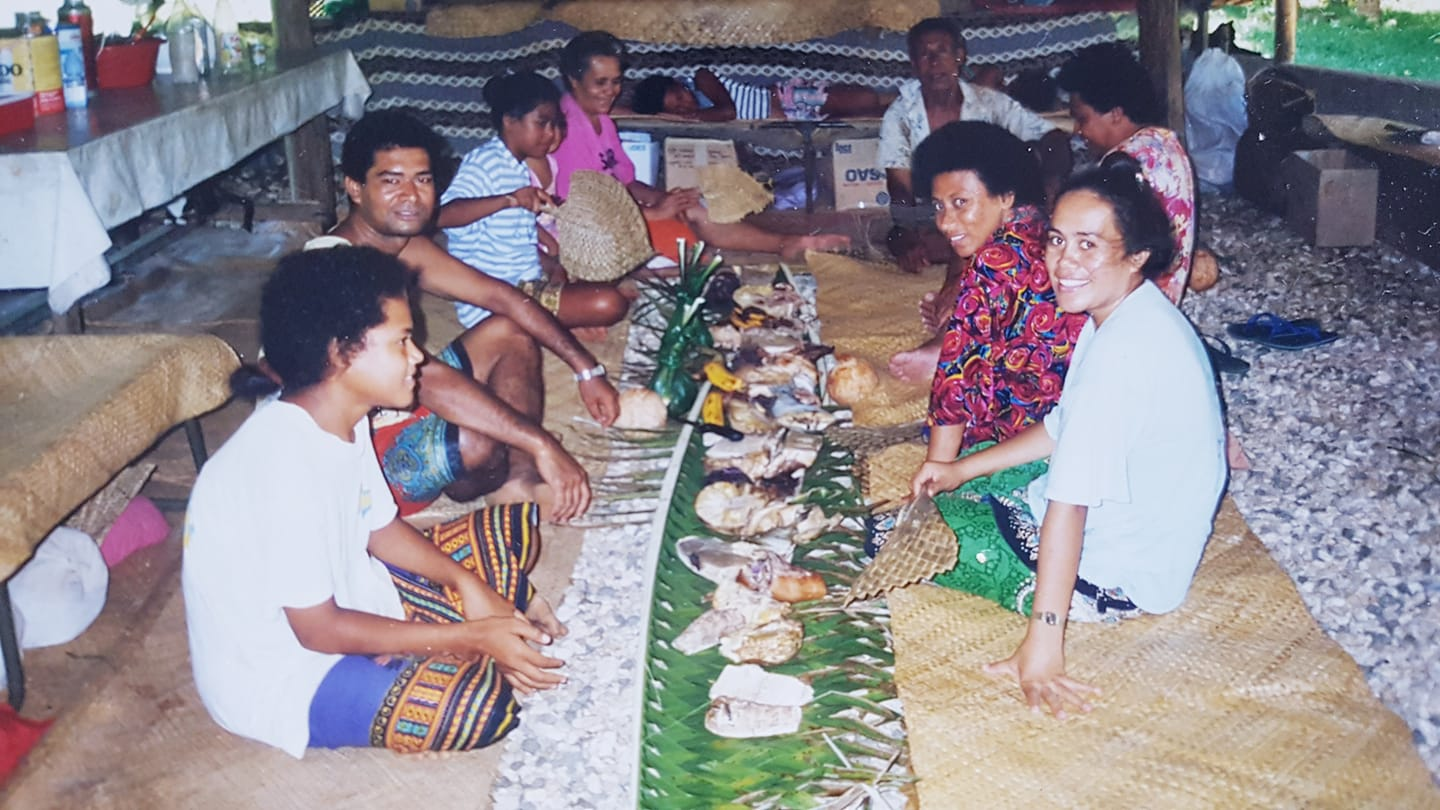
Repas dans une famille futunienne en 1996.

En 1961, à la suite d'un référendum, le protectorat se transforme en territoire d'outre-mer (TOM). Le statut de Wallis-et-Futuna dote les Futuniens d'un statut juridique en leur octroyant la citoyenneté française. Un nombre de plus en plus important émigre en Nouvelle-Calédonie, cherchant à fuir les obligations coutumières et attirés par le mode de vie occidental. Les travailleurs émigrés renvoient de l'argent à leurs familles restées sur place, ce qui fait peu à peu sortir Futuna de son isolement. En parallèle, l'administration française s'implante à partir des années 1960 et différentes infrastructures sont construites : gendarmerie, hôpital, collèges, poste. Quelques expatriées métropolitains s'installent sur l'île pour y travailler, et en 1971 une liaison aérienne hebdomadaire est mise en place avec Wallis. La télévision est également présente, avec une chaîne locale (Wallis et Futuna la 1ère), et fait connaître le monde extérieur à la population, bien que cela reste en fort décalage avec les réalités vécues par les habitants. En effet, « la vie quotidienne reste centrée [...] sur les activités agricoles, culturelles et sociales traditionnelles ». Les fêtes religieuses et les fêtes coutumières comme le katoaga continuent de structurer la vie locale. L'agriculture vivrière est la principale activité économique, et nombreux sont les jeunes qui souhaitent quitter leur île pour étudier ou trouver du travail ailleurs.
En 2003, le territoire devient la collectivité d'outre-mer de Wallis-et-Futuna, mais cela ne change pas la configuration institutionnelle ni les relations entre les îles.

## Démographie

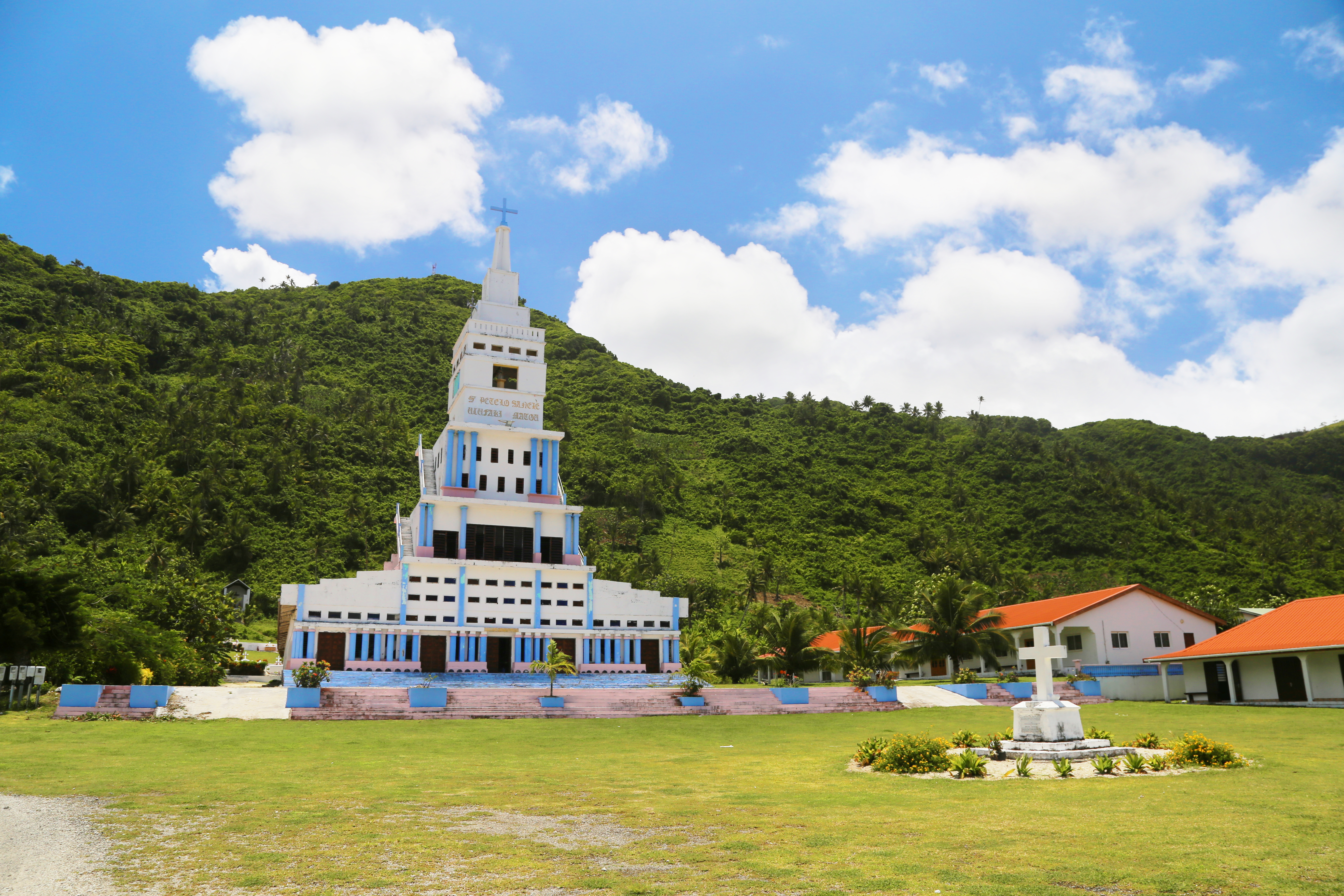
La basilique Saint-Pierre-Chanel de Poi.

### Nombre d'habitants
La population sur l'île est de 3 225 habitants en 2018. Le chef-lieu est Leava (322 habitants) dans le royaume de Sigave, le village le plus peuplé est celui de Ono (524 habitants) dans le royaume de Alo. La population est très jeune, plus de 50 % ayant moins de 20 ans dans les années 2010.

### Langues
Les habitants parlent futunien, la langue vernaculaire, en plus du français (langue officielle). Le futunien est une langue polynésienne, issue du proto-polynésien et proche du samoan. C'est la langue du quotidien, parlée en famille, utilisée lors des cérémonies coutumières, de la religion ; le français est la langue de l'administration, de la scolarisation et des échanges avec les métropolitains installés sur l'île. Le français et le futunien ont tous les deux des domaines d'usages bien délimités qui font qu'aucune langue ne menace l'autre, même si le français jouit d'un prestige renforcé.
Une bonne partie des habitants comprend également le wallisien en raison des liens qui unissent Futuna à Wallis. Des emprunts au fidjien, puis au latin, à l'anglais et au français sont la trace dans la langue des relations que Futuna a tissées avec le monde extérieur.

### Religion
La très grande majorité des habitants sont de confession catholique et la religion joue un rôle majeur pour les Futuniens. La mission occupe un pouvoir politique équivalent à celui des chefferies : « Elle contrôle l'enseignement maternel et primaire, encadre les activités journalières, réglemente la date des cérémonies coutumières ». De nombreuses églises sont présentes sur l'île, notamment la basilique Saint-Pierre-Chanel de Poi.

### Différences entre royaumes

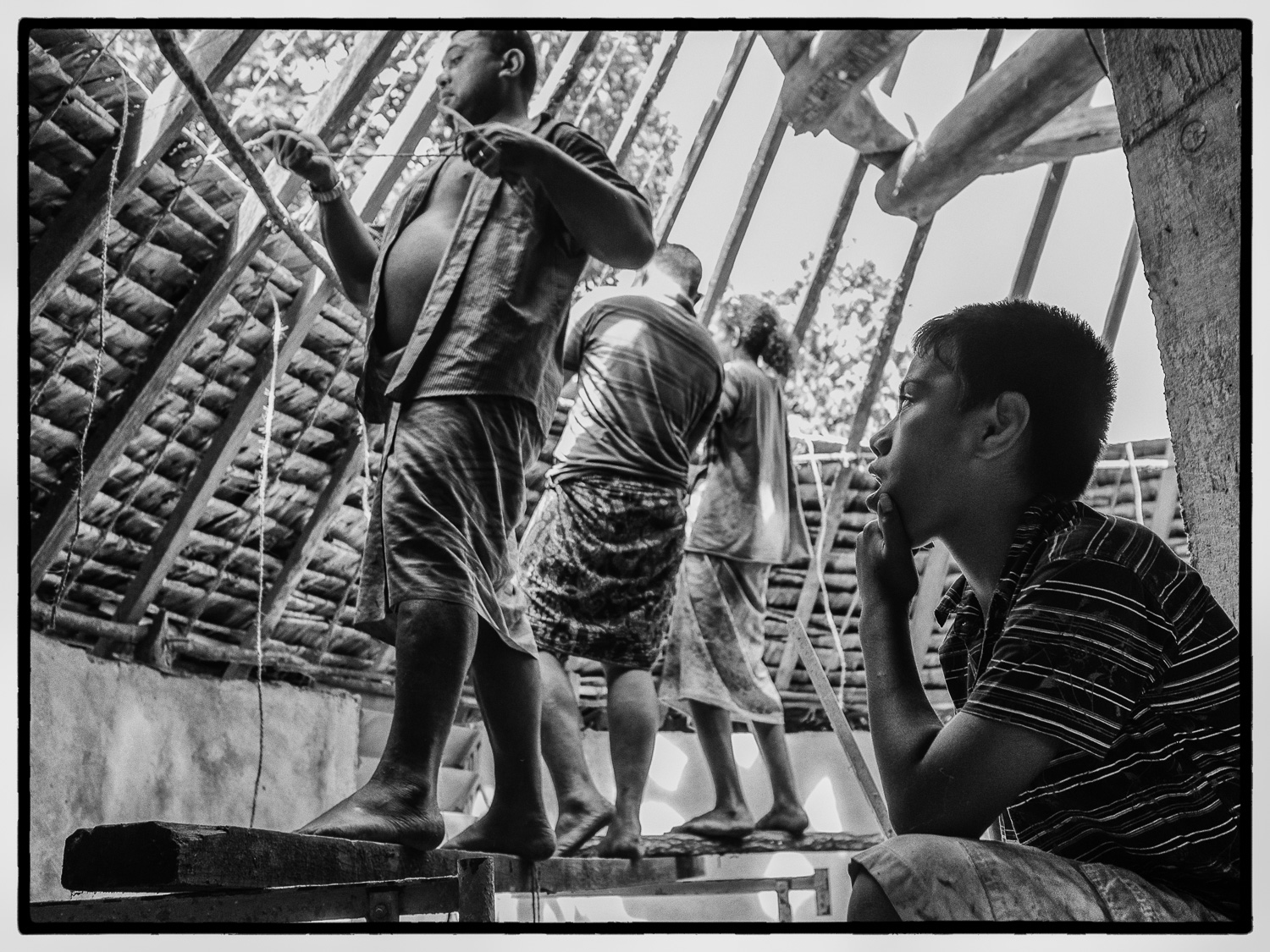
Des villageois de Vaisei construisent un fare, habitation traditionnelle, avec des feuilles de pandanus.

Des différences marquées existent entre les deux royaumes : Sigave produit essentiellement des cochons et du taro (cultures irriguées), tandis qu'Alo est spécialisé dans la culture d'ignames (cultures sèches) et a souvent fait face à un manque de terres pour nourrir tous ses habitants, ce qui explique son expansionnisme territorial contre son rival jusqu'à la pacification de l'île. Alo est sorti vainqueur de ces guerres, mais avec l'apparition du travail salarié et le développement des infrastructures à Leava depuis les années 1960, les relations se sont inversées et, désormais, « le royaume de Sigave exerce sur le royaume d'Alo le même type de domination structurelle que Wallis par rapport à Futuna ». Les clivages entre royaumes ont tendance à s'estomper face à Wallis, les deux chefferies tentant d'adopter des positions communes pour pouvoir négocier avec l'administration française.

### Diaspora
Une très forte émigration vers la Nouvelle-Calédonie explique la diminution continue de la population. La diaspora futunienne représente environ un tiers des Wallisiens et Futuniens de Nouvelle-Calédonie, qui sont devenus bien plus nombreux que la population des îles d'origine. La population futunienne bénéficie des envois d'argent des expatriés. Ces derniers rapportent également des idées nouvelles et le mode de vie occidental. Les adolescents doivent partir à Wallis pour continuer leur cursus scolaire au lycée ; certains poursuivent ensuite des études supérieures en Nouvelle-Calédonie ou en France métropolitaine. Les militaires représentent la majorité des expatriés. Les Futuniens vivant en dehors de leur fenua ont souvent un avis contrasté sur leur ile d'origine : soit Futuna est un « paradis en voie de disparition qu'il faut préserver », soit au contraire « un lieu clos d'où il a fallu s'échapper pour pouvoir trouver du travail ou vivre sans subir le poids du pouvoir coutumier ».

## Galerie

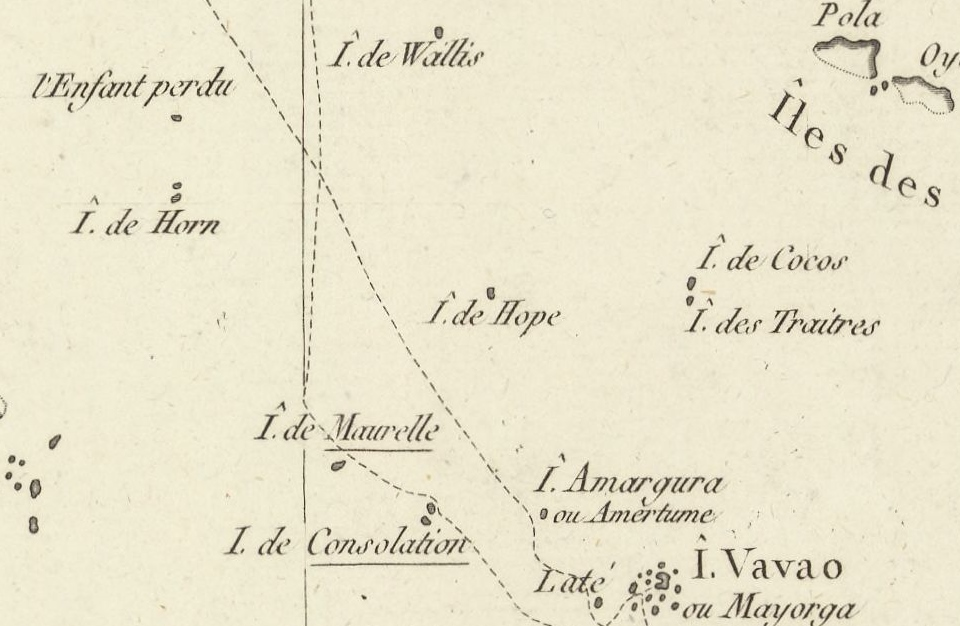
Futuna a été surnommée "l'Enfant Perdu" du Pacifique par Bougainville, comme on peut le voir sur cette carte (erronée) de 1797.
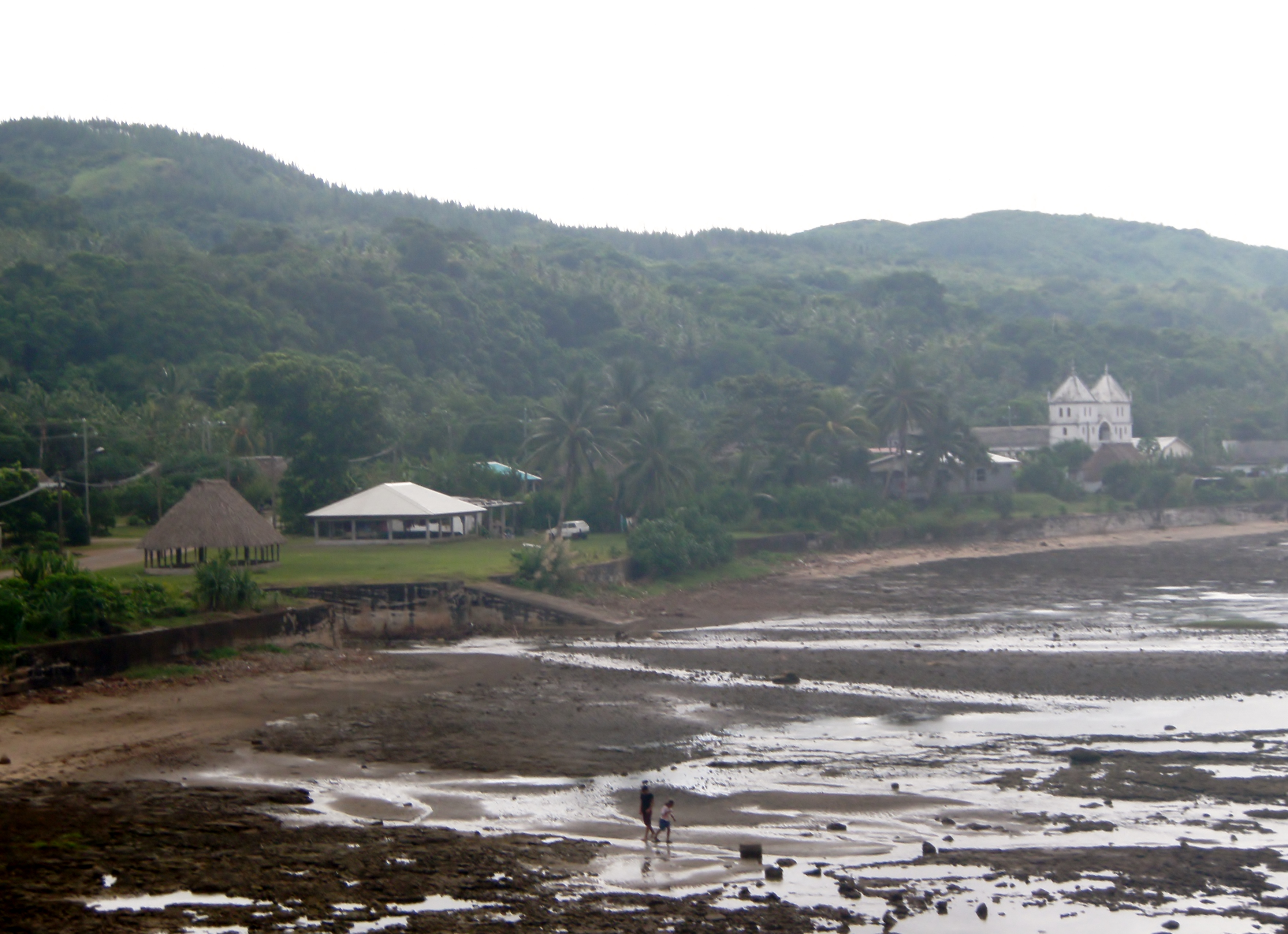
Une photo de la plage de Taoa
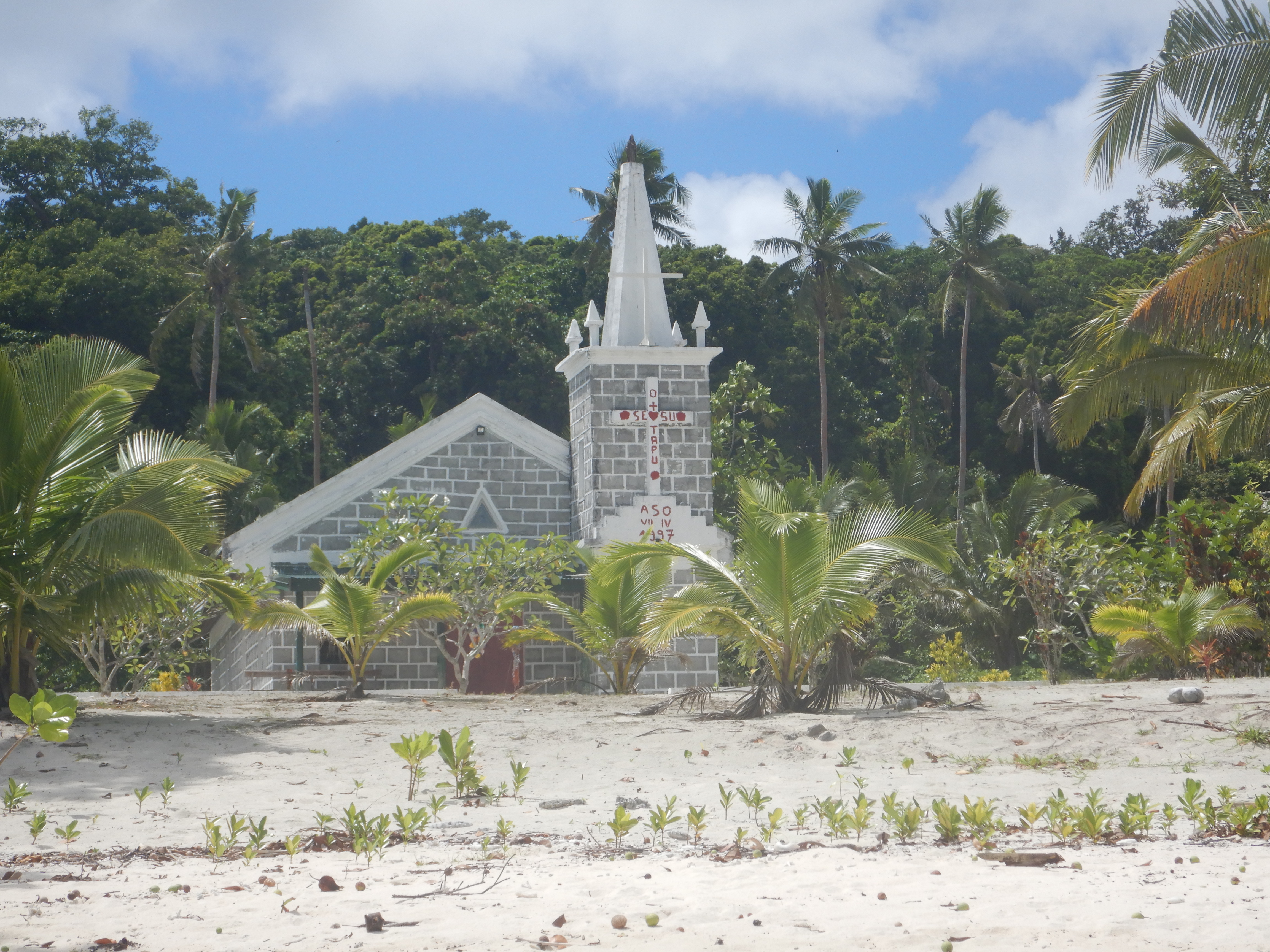
La chapelle du Sacré-Cœur à Alofi.
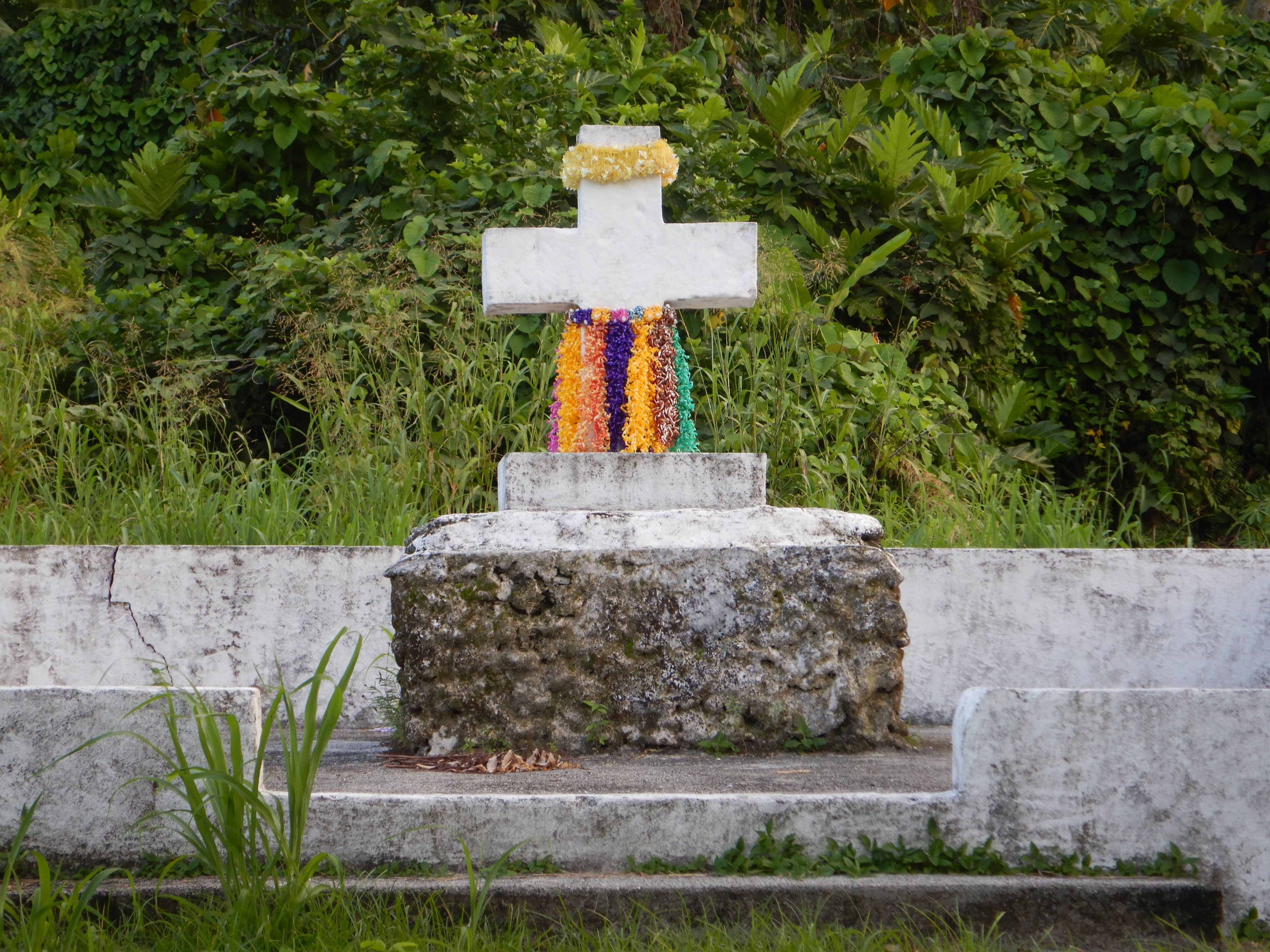
Une croix à Futuna décorée avec des colliers de fleurs.
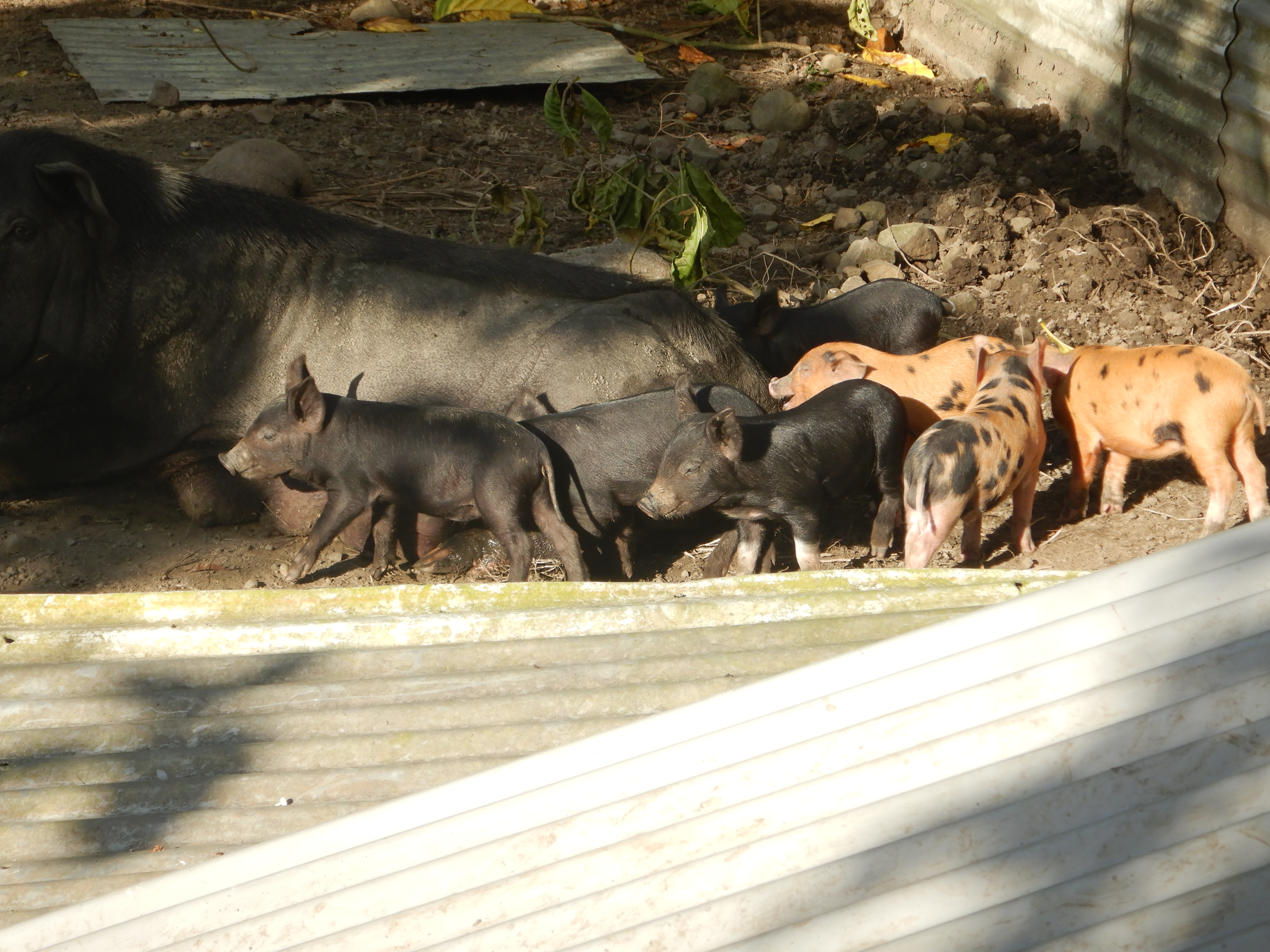
Un élevage de cochons à Futuna.
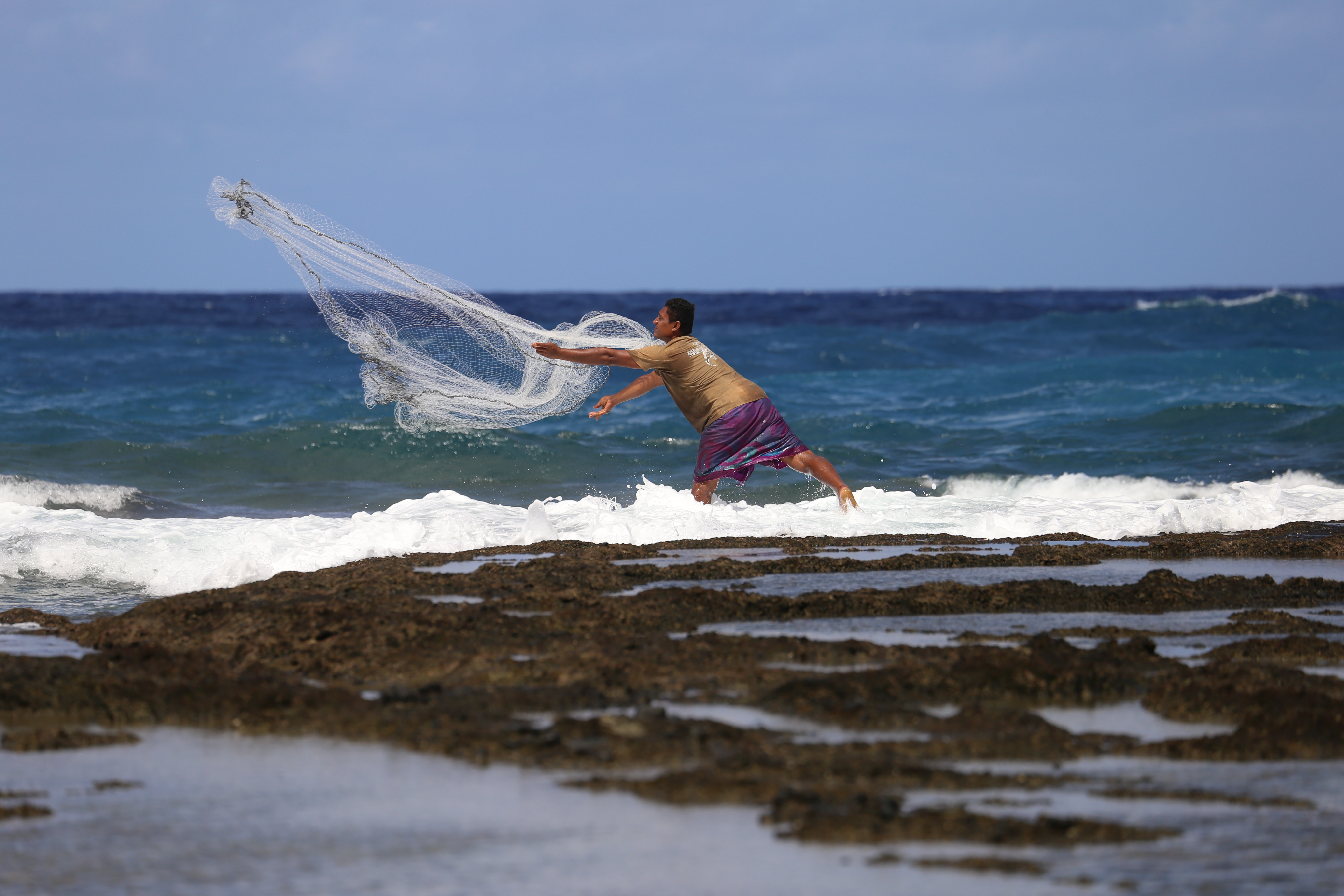
Pêche à l'épervier à Futuna.
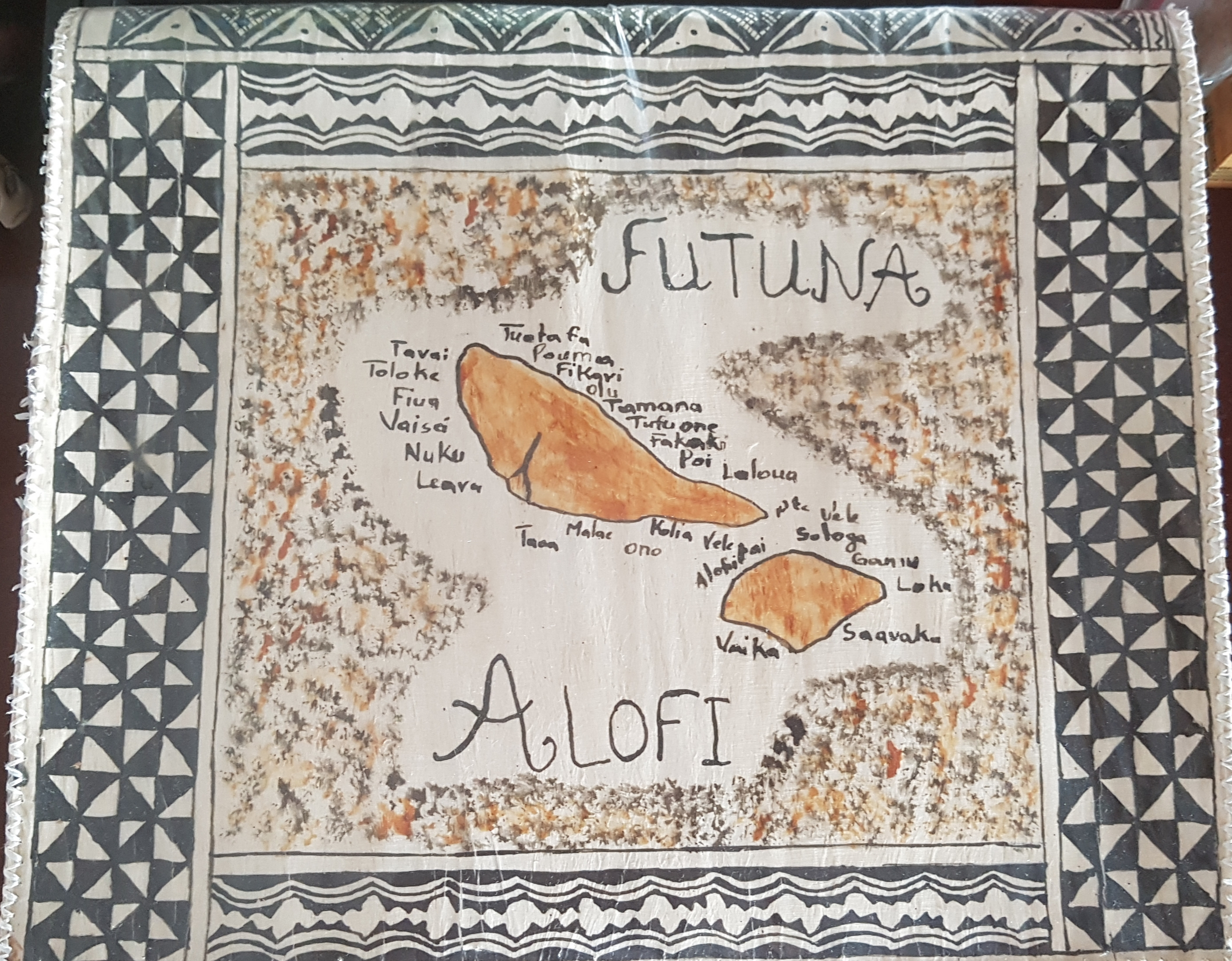
Carte de Futuna et Alofi réalisée sur un tapa (tissu en écorce), indiquant les différents villages.

#### Synthèses sur Futuna
- Frédéric Angleviel et Claire Moyse-Faurie, « Futuna ou "l'enfant perdu"... un timide biculturalisme », Hermès, La Revue, nos 32-33,‎ 2002, p. 377-384 (DOI 10.4267/2042/14395, résumé, lire en ligne [PDF])
- Claire Moyse-Faurie, « L'identité futunienne », dans Darrell T. Tryon, Paul de Deckker, Identités en mutation dans le Pacifique à l'aube du troisième millénaire: hommage à Joël Bonnemaison, 1940-1997 : actes du colloque tenu à l' ambassade d' Australie à Paris, 29-30 mai 1997, Presses Univ de Bordeaux, 1998 (ISBN 978-2-905081-37-7, lire en ligne), p. 57-70

#### Histoire de Futuna
- Daniel Frimigacci et Bernard Vienne, Aux temps de la terre noire : Ethnoarchéologie des îles Futuna et Alofi, Paris, Peeters Selaf, 1990, 251 p. (ISBN 978-2-87723-030-8, lire en ligne)
- Odon Abbal et Marc Soulé, « Violences futuniennes », dans Frédéric Angleviel (dir.), Violences océaniennes, L'Harmattan, 2004

#### Culture futunienne
- (fr + fud) Daniel Frimigacci, Muni Keletaona, Claire Moyse-Faurie et Bernard Vienne, Ko Le Fonu Tu'a Limulimua : La tortue au dos moussu : textes de tradition orale de Futuna, Paris, Peeters Selaf, 1995 (lire en ligne [PDF])
- Adriano Favole, « Démocratie et coutume à Futuna », La Ricerca Folklorica, no 55,‎ 2007 (DOI 10.2307/30033333, lire en ligne , consulté le 23 janvier 2022)
- (en) Paul van der Grijp, « Development Polynesian style: Contemporary Futunan social economy and its cultural features », Journal of the Polynesian Society, vol. 114, no 4,‎ 2005, p. 311-338 (lire en ligne)

#### Relations avec Wallis
- Adriano Favole et Lara Giordana, « Islands of islands: responses to the centre-periphery fractal model in East Futuna (Wallis and Futuna) and the Belep Islands (New Caledonia) », Island Studies Journal, vol. 13, no 1,‎ mai 2018, p. 209–222 (DOI 10.24043/isj.42, lire en ligne, consulté le 23 janvier 2022)

#### Histoire de Wallis-et-Futuna
- Daniel Frimigacci, Bernard Vienne et Jean-Paul Siorat, Wallis, Futuna : 3 000 ans d'histoire, Nouméa, Association de la jeunesse wallisienne et futunienne de Nouvelle-Calédonie, 2001, 64 p.
- Frédéric Angleviel, Les Missions à Wallis et Futuna au XIXe siècle, Centre de recherche des espaces tropicaux de l’université Michel de Montaigne (Bordeaux III), 1994, 243 p. (lire en ligne)
- Frédéric Angleviel, « Wallis-et-Futuna (1942-1961) ou comment le fait migratoire transforma le protectorat en TOM », Journal de la Société des océanistes, nos 122-123,‎ 2006, p. 61-76 (lire en ligne)
- Jean-Claude Roux, Espaces coloniaux et société polynésienne de Wallis-Futuna (Pacifique central) (Thèse de doctorat ès Lettres), Paris, Université de Paris I : Panthéon-Sorbonne, 1991, 1019 p. (lire en ligne)
- Jean-Claude Roux, Wallis et Futuna : Espaces et temps recomposés. Chroniques d'une micro-insularité, Talence, Presses universitaires de Bordeaux, 1995, 404 p. (ISBN 2-905081-29-5, lire en ligne)

### Dans la littérature
- Daniel Frimigacci (préf. Jacqueline de la Fontinelle, ill. Soana Simutoga), Malama et les sortilèges (roman ethnographique), Nouméa, Édit'publications, 2014, 117 p.